# Santa Sofia

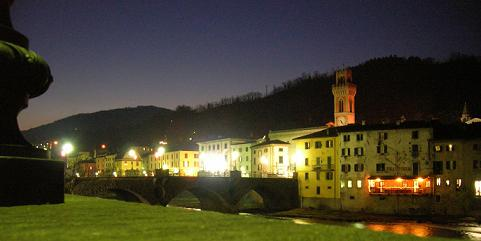
Santa Sofia

Santa Sofia ist eine italienische Gemeinde (comune) mit 4003 Einwohnern (Stand 31. Dezember 2023) in der Provinz Forlì-Cesena in der Emilia-Romagna. Die Gemeinde liegt etwa 33,5 Kilometer südsüdwestlich von Forlì und etwa 34 Kilometer südwestlich von Cesena am Parco nazionale delle Foreste Casentinesi, Monte Falterona e Campigna bzw. am Bidente. 
Santa Sofia grenzt an die Provinz Arezzo und die Metropolitanstadt Florenz (beide Toskana).

## Verkehr
Durch die Gemeinde führt die frühere Strada Statale 310 del Bidente (heute: Provinzstraße 4 R) von Poppi kommend nach Forlì.

## Persönlichkeiten
- Paschalis II. (um 1050–1118), Papst ab 1099, im Ortsteil Bleda geboren